# Kuno Rieke

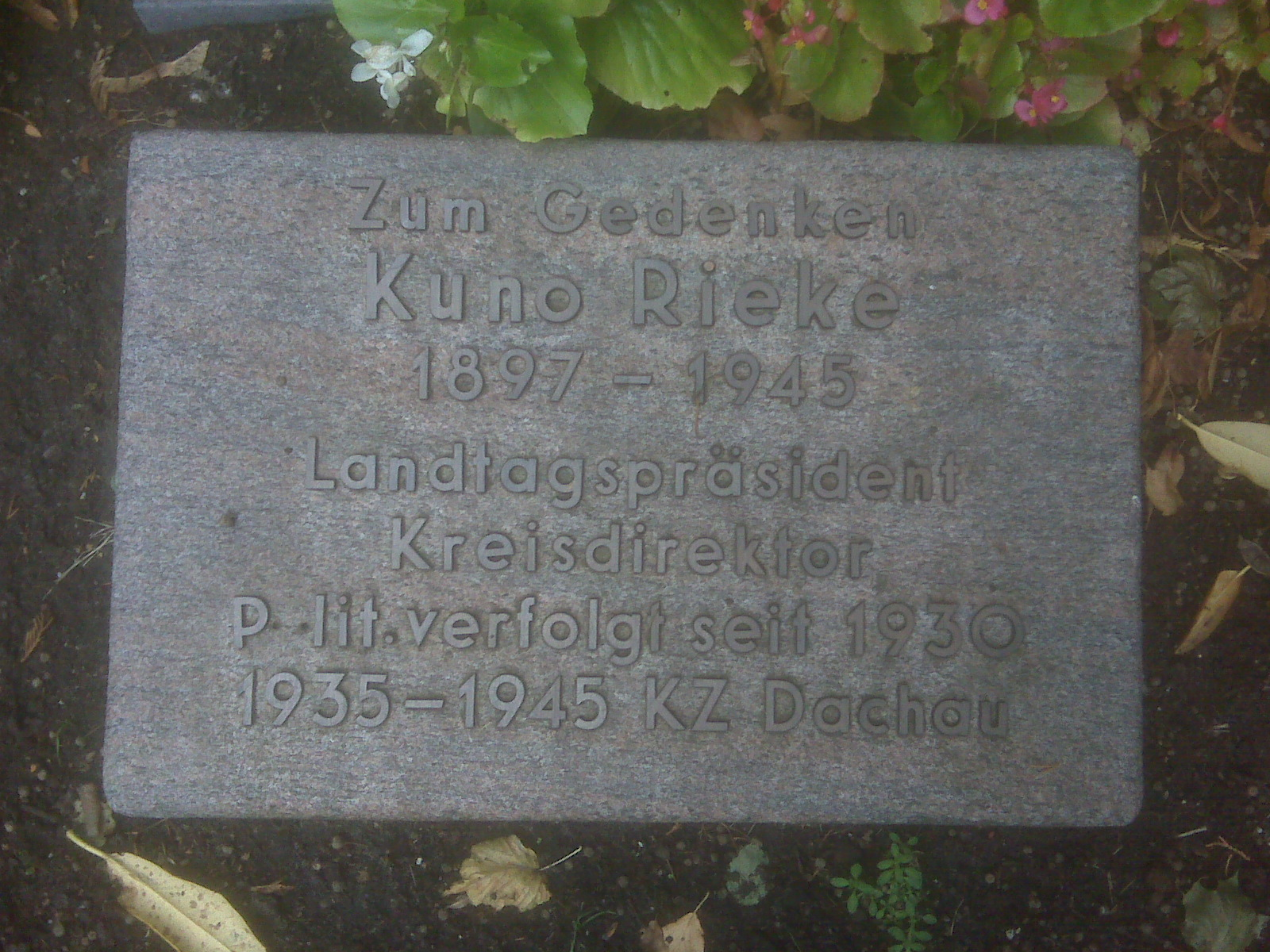
Gedenkplatte für Kuno Rieke (Katholischer Friedhof, Braunschweig)

Kuno Rieke (* 15. Juli 1897 in Braunschweig; † 2. März 1945 im KZ Dachau) war ein SPD-Politiker und Präsident des Braunschweigischen Landtages von 1930 bis 1933.

## Leben
Kuno Rieke besuchte von 1911 bis 1916 das Lehrerseminar in Braunschweig, war Soldat im Ersten Weltkrieg und legte 1919 eine Prüfung zum Hilfslehrer ab und absolvierte 1922 die Schulamtsprüfung. Rieke wurde Bürgerschullehrer in Braunschweig. Ab 1924 war er Mitglied im Landesschulamt für das Volksschulwesen.
Rieke schloss sich 1920 der SPD an und gehörte dem SPD-Bezirksvorstand an, 1924 wurde er Mitglied des Reichsbanner Schwarz-Rot-Gold. Von 1924 bis 1932 saß er für die SPD im Braunschweigischen Landtag, zeitweise als Fraktionsvorsitzender, als 1. Vizepräsident und als letzter demokratisch gewählter Präsident des Landtags. 
Im Mai 1930 zum Kreisdirektor in Blankenburg ernannt, wurde Kuno Rieke nach neun Monaten von den Nationalsozialisten des Amtes enthoben. Im September 1933 flüchtete er nach Kopenhagen, kehrte aber später wieder nach Deutschland zurück. 1935 erfolgte seine Festnahme und die Inhaftierung im KZ Dachau. Am 2. März 1945 dort verstorben, wurde er in einem Massengrab beerdigt.